# 四川大學吳玉章學院
四川大學吳玉章學院（Wu Yuzhang Honors College, SCU）爲四川大學所屬的榮譽學院，成立於2006年6月，以曾任國立成都高等師範學校（四川大學前身）校長的吳玉章命名。学院首任院长为四川大学前校长、中国工程院院士谢和平教授，现任院长为四川大学副校长梁斌教授。吴玉章学院学生每年从四川大学本科生中遴选，每届约1.5%的本科生进入吴玉章学院就读。

## 簡介
吳玉章學院的學生在四川大學新生（醫學類專業新生等除外）中選出。進入該院的學生可以擁有自由選擇一次專業的機會（醫學類專業除外）。該院會爲學生開設一些專業基礎課和文化素質課程，學生畢業後除擁有四川大學畢業證書和學位證書外，亦會獲得吳玉章學院頒發的榮譽證書。

## 外部連結
- 四川大學吳玉章學院 （页面存档备份，存于）